# Saint-Affrique-les-Montagnes
Saint-Affrique-les-Montagnes là một xã thuộc tỉnh Tarn trong vùng Occitanie ở phía nam nước Pháp. Xã này nằm ở khu vực có độ cao trung bình 244 mét trên mực nước biển.